# Martin Fall
Pour les articles homonymes, voir Fall.
Martin Fall, né le 18 mars 1982 à Toulon, est un footballeur franco-sénégalais  qui évolue au poste de défenseur latéral droit (et parfois à gauche).

## Biographie
Il découvre le championnat de Ligue 2 lors de la saison 2007-2008 après avoir longtemps joué en national avec le Sporting Toulon Var. Ses premiers matchs sont difficiles et combinés a des problèmes personnels. Pourtant l'entraîneur Garcia lui accorde sa confiance et Martin Fall devient titulaire au poste de latéral droit à la place de David Leray.
Le 14 mars 2008, il inscrit son premier but pour Angers contre Sedan en championnat. Un an après (le 16 mars 2008), il est convoqué en équipe nationale sénégalaise pour affronter Oman. Martin Fall a la double nationalité sénégalaise et française. Le 5 octobre 2016, il est mis en examen pour "corruption passive" et "participation à une association de malfaiteurs". Il est suspecté d'avoir accepté de l'argent afin de perdre 2 matchs: un déplacement à Dunkerque le 2 mai 2014 qui se soldera sur un score nul 0- 0 et pour la réception de Colomiers une semaine après, qui verra ces derniers remporter le match sur le score de 1-4 (voire L'Equipe Magazine du 02/12/2017).

## Carrière
| Saison      | Club                     | Pays   | Championnat       | Coupes nationales |
| ----------- | ------------------------ | ------ | ----------------- | ----------------- |
| 2007 - 2008 | SCO Angers               | France | 33 matchs / 1 but | 4 matchs          |
| 2008 - 2009 | SCO Angers               | France | 23 matchs         | 2 matchs          |
| 2009 - 2010 | SCO Angers               | France | 31 matchs / 1 but | 3 matchs          |
| 2010 - 2011 | SCO Angers               | France | 18 matchs / 0 but | 5 matchs          |
| 2011 - 2012 | SCO Angers               | France | 33 matchs / 1 but | 3 matchs          |
| 2012 - 2013 | SCO Angers               | France | 31 matchs / 1 but | 4 matchs          |
| 2013 - 2014 | EFC Fréjus Saint-Raphaël | France | -                 | -                 |

Dernière mise à jour le 5 août 2013

## Anecdotes
Son vrai prénom est Matar qui a été déformé par les médias et les supporters au cours de sa carrière. Lui-même accepte les deux.